# Morogoro Jazz Band
La Morogoro Jazz Band, conosciuta anche come K.Z. Morogo Jazz Band, fu una delle orchestre storiche del genere musicale dansi in Tanzania, e anche una delle poche che non era situata a Dar es Salaam.
Questo gruppo creò un suono che era una fusione tra molte influenze diverse, come il Taarab, il Benga del Kenya, la Rumba cubana, il Rhythm and blues Americano e la Musica leggera Britannica.
L'orchestra prende il nome dal Morogoro Hotel, un albergo della località omonima dove il gruppo si esibiva per i clienti del bar (circa a 200 km di Dar). La band è diventata molto popolare negli anni 1960-1970, ricevendo anche molti inviti dalle stazioni radiofoniche della Tanzania. Nella formazione originale spiccavano il chitarrista Mbaraka Mwinshehe (precedentemente membro della Cuban Branch Jazz) e Salim Adballah (che successivamente fondò il gruppo Cuban Marimba Band), entrambi destinati a diventare leggende del dansi negli anni settanta.
Mwinshehe lasciò la Morogo Jazz Band per fondare nel 1973 un altro gruppo dansi di successo, i Super Volcano.